# Tyke (Elefant)
Tyke (* 1974; † 20. August 1994 in Honolulu) war ein weiblicher Afrikanischer Elefant des Circus International of Honolulu, Hawaii, der am 20. August 1994 während eines Auftritts seinen Trainer tötete und dann aus der Arena floh. Mehr als 30 Minuten lang lief sie durch die Straßen, bis die Polizei 86 Schüsse auf das Tier abfeuerte, das schließlich zusammenbrach und an den Verletzungen starb. Der Angriff in der Arena wurde auf Videoband aufgezeichnet. Zusätzliches Filmmaterial zeigt einen Angriff auf eine Person außerhalb des Gebäudes.

## Hintergrund
Nach Daten von PETA waren dem Angriff vom August 1994 bereits drei Vorfälle vorausgegangen, an denen Tyke beteiligt war:
21.–22. April 1993
Am 21. April 1993 entkam Tyke während einer Vorstellung durch die Haupttüren des Jaffa Shrine Center von Altoona, Pennsylvania, wo sie eine Stunde lang auf freiem Fuß war. Ihr Ausbruch verursachte mehr als 14.000 $ Schaden. Einer eidesstattlichen Erklärung nach, die ein Zirkusmitarbeiter am folgenden Tag beim USDA abgegeben hat, attackierte Tyke zusätzlich einen Tigerdompteur, während der Zirkus sich in Altoona aufhielt.
23. Juli 1993
Am 23. Juli 1993 „lief [Tyke] Amok auf dem North Dakota State Fair in Minot, North Dakota, trampelte dabei einen Betreuer nieder, verletzte ihn und verängstigte die Menge, während sie für 25 Minuten unkontrolliert umherlief.“ Aus Dokumenten der USDA und kanadischen Vollstreckungsbescheiden geht hervor, dass während einer Vorstellung im Tarzan Zerbini Cirkus ein Hawthorn-Elefant namens Tyke von einem Betreuer misshandelt wurde. „Der Elefantenbetreuer wurde beobachtet, wie er den Afrikanischen Elefanten, der nur einen Stoßzahn besaß, in der Öffentlichkeit bis zu einem Punkt schlug, [an dem] der Elefant schrie und sich auf drei Beinen niederbeugte, um den Schlägen zu entgehen. Auch als der Betreuer danach an dem Elefanten vorbeiging, schrie selbiger und wich zurück, was starke Furcht vor der Gegenwart [des Betreuers] zeigte.“

## Schäden
Am 20. August 1994 war Tyke an einem schweren Vorfall beteiligt, der in dem Tod ihres Trainers und der schweren Verletzung eines anderen Mannes resultierte. Während einer Vorstellung in Honolulu, Hawaii geriet sie in Rage und attackierte ihren Pfleger vor den Augen einer großen Zuschauermenge. Tyke tötete dann ihren Trainer, Allen Campbell, der den Pfleger vor dem Angriff zu retten versuchte. Danach stürmte sie aus der Arena auf die Straßen. Zusätzlich attackierte sie einen Mann, der ihre Flucht an einem Tor zu stoppen versuchte. Nach einer halbstündigen Jagd auf das Tier feuerten lokale Ordnungskräfte 86 Schüsse auf das 3600 kg schwere Tier. Tyke erlag schließlich ihren Wunden und starb.

## Folgen
Als Folge des Angriffs in Hawaii am 20. August 1994 wurde Tyke zu einem Sinnbild für Zirkustragödien und ein Symbol für die Tierrechte. Weiterhin wurde Klage erhoben gegen die Stadt Honolulu, den Staat Hawaii, den Zirkus und Tykes Besitzer, John Cuneo, Jr. sowie seine Hawthorn Corp. Der Anwalt William Fenton Sink aus Honolulu klagte Cuneo im Auftrag mehrerer Nebenkläger an, einschließlich Kindern, die als Zeugen von Tykes Tötung psychische Schäden davontrugen. Während die Klagen vor Gericht ausgehandelt wurden, blieb die Höhe der Geldstrafen vor der Öffentlichkeit verborgen. Zur Ehrung von Sinks Arbeit im Falle Tyke benannte die Animal Rights Hawaii ihren Order of the Innocent Award um in den William Fenton Sink Award for Defense of Animals.
Die Autopsie von Allen Campbell ergab, dass er zum Todeszeitpunkt unter dem Einfluss von Kokain und Alkohol stand. Die Behörden des Denver Zoo bestätigten, dass bereits in den späten 1980er-Jahren Beschwerden wegen der Misshandlung von Tieren gegen Campbell vorlagen, als er einen Elefanten- und Kamelreitstand in der Stadt betrieb.
Der Tyke-Vorfall inspirierte die Gesetzgebung auf lokaler Ebene in Hawaii und dem Ausland, während der kalifornische Kongressabgeordnete Sam Farr im Repräsentantenhaus 1999 einen Gesetzesvorschlag einbrachte und ihn 2012 erneuerte.

## Referenzen

### Musik
Die experimentelle Hardcore-Punk-Band Man Is the Bastard schrieb den Song Tyke, der von der Flucht des Elefanten und seiner Rebellion handelt. Der Song befindet sich auf ihrem Album Thoughtless... aus dem Jahre 1995.
Die für ihre Haltung gegen Tiermissbrauch bekannte christliche Thrash-Metal-Band Tourniquet schrieb den Song 86 Bullets über Tyke für ihr Album aus dem Jahre 2012 Antiseptic Bloodbath.
Die deutschsprachige Punkrock-Band Disco//Oslo veröffentlichte im Mai 2016 ein Album mit dem Titel Tyke dessen Cover eine Zeichnung von Tyke ziert.
Die ebenfalls deutsche Punkrock-Band Alarmsignal veröffentlichte im September 2018 auf der LP Attaque einen Song mit dem Titel Tyke, der die Flucht der Elefantin behandelt.

### Mediale Verwertung
PETA Deutschland e. V. nutzt das Videomaterial zusammen mit einem Konglomerat an anderen Videoszenen, um Stimmen für eine Petition zu gewinnen. Ziel ist das Verbot von Wildtieren in Zirkusvorstellungen.